# Eupholidoptera annamariae
Eupholidoptera annamariae är en insektsart som beskrevs av Nadig 1985. Eupholidoptera annamariae ingår i släktet Eupholidoptera och familjen vårtbitare. Inga underarter finns listade i Catalogue of Life.